# Distrito de Turda

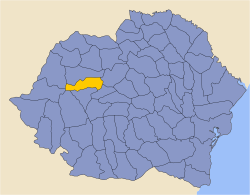
El județ Turda

El județ Turda o distrito de Turda fue uno de los distritos en los que se dividió Rumanía en el periodo de entreguerras.

## Historia
El județ Turda, creado el 24 de junio de 1925, fue la administración administrativa sucesora de la comunidad Turda-Arieș (1876-1925). Su desaparición se produjo con la reforma administrativa del 6 de diciembre de 1950, pasando a integrarse en el Regiunea Cluj.
- Datos: Q11686703
- Multimedia: Interwar Turda County / Q11686703